# کلی سیتی (آلاباما)
کلی سیتی (به انگلیسی: Clay City) یک منطقهٔ مسکونی در ایالات متحده آمریکا است که در شهرستان بالدوین، آلاباما واقع شده‌است. کلی سیتی ۴٫۸۸ متر بالاتر از سطح دریا واقع شده‌است.